# 環頸鶇

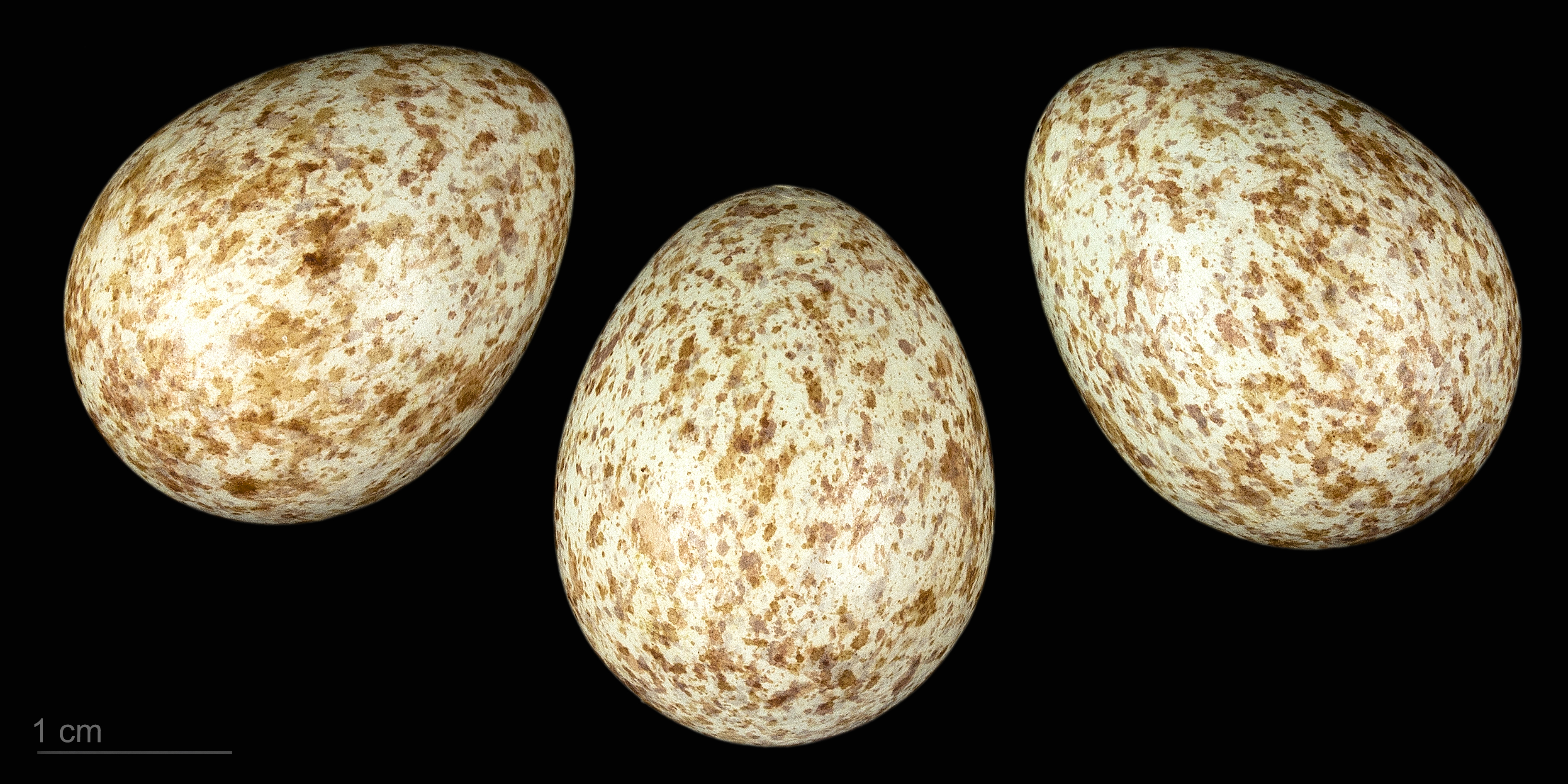
卵 Turdus torquatus torquatus

環頸鶇（Turdus torquatus）是鶇屬的一種鸟类，生活在歐洲，與烏鶇有親緣關係。其成年雄性通體黑色，胸部有白色月牙標記，有黃色的喙。雌性與其相似，但顏色較淡，胸部無白色月牙。

## 外部連結
- Ageing and sexing (PDF; 0.9 MB) by Javier Blasco-Zumeta & Gerd-Michael Heinze